# Behind the Melody
《Behind the Melody》는 대한민국의 음악인 김사랑의 EP이다.
세 번째 정규앨범 《U－TURN》이후 발표한 작품으로, 새롭게 선 보이는 곡 〈취중괴담〉과 그 데모버전, 리메이크 곡, 여러 사정상 수록되지 못했던 곡 등 총 5트랙으로 구성되어 있다.

## 수록곡
- 전체 편곡: 김사랑

전체 작사·작곡: 김사랑
| #             | 제목                | 재생 시간 |
| ------------- | ------------------- | --------- |
| 1.            | 〈취중괴담〉        | 4:03      |
| 2.            | 〈A+〉              | 3:42      |
| 3.            | 〈LOSER〉           | 3:43      |
| 4.            | 〈일기〉            | 3:53      |
| 5.            | 〈취중괴담〉 (DEMO) | 4:13      |
| 총 재생 시간: | 총 재생 시간:       | 19:34     |

## 수록곡 해석
김사랑 본인의 해석이다.
- 타이틀곡인 '취중괴담'은 많은 사람들이 술자리에서 꿈을 얘기하고, 과거를 털어내며, 때로는 힘겨운 현실을 이겨내기 위해 호기를 부려보기도 합니다. 이곡은 그순간의 모습들을 노래했습니다.
- 'A+'는 3집에 "2등"이라는 리믹스 버전으로 수록되었던 곡이며, 1등만이 인정받는 편협한 사회속에서 갈등하는 내용이 담긴 곡입니다.
- 'Loser'는 3집 미발표 곡입니다. 오로지 상업적인 성공만을 위해 기계처럼 창작물을 찍어내는 일부 공장장들을 비판한 곡입니다.
- '일기'는 2집앨범 준비중 작업한 데모곡입니다. 음악작업으로 인한 스트레스와 부풀려진 이미지로 부담감을 느꼈던 당시의 어린마음을 담았습니다.
- '취중괴담'의 데모곡에서는, T1. '취중괴담'이 재편곡 되기 이전, 원래 모습 그대로의 리듬과 멜로디를 직접 찾아 들을 수 있게 수록 되었습니다.

## 참여
이 목록은 해당 앨범의 부클릿에서 발췌하였다.
- 김사랑 - 프로듀서, 보컬, 악기 연주, 믹싱
- 김정일 - 이그제큐티브 프로듀서, 매니저
- 전훈 - 마스터링
- 김민혁 - 아트 디렉터, 디자이너, 사진
- Sakgayo - 뮤직비디오 감독
- 정상훈 - 웹 프로그래머